# 819년

## 연호
- 당(唐) 원화(元和) 14년
- 일본(日本) 고닌(弘仁) 10년

## 기년
- 당(唐) 헌종(憲宗) 14년
- 신라(新羅) 헌덕왕(憲德王) 11년
- 발해(渤海) 선왕(宣王) 2년